# Синий гребень
«Синий гребень» — абстрактная картина русского художника Василия Кандинского, написанная в 1917 году и хранящаяся в Русском музее в Санкт-Петербурге, Россия.

## Описание
В созданной Кандинским в 1917 году работе «Синий гребень» вихреобразное струение, горение живописной «материи» является выражением душевного напряжения, мрачных предчувствий. Трагические ноты слышатся в переплетениях рваных чёрных линий, образующих каркас композиции. Необычайная цветовая экспрессия произведения подобна симфоническому звучанию во всей его полноте, силе и мощи. Полотно можно было бы описать как «вариации на тему синего цвета». Бесконечные оттенки синего проецируются на светлый фон, создавая впечатление спирального движения по синей дуге. Помимо глубокого звучания синего, которое можно сравнить со звучанием органа, в картине можно также услышать «пронзительные» тона штрихов желтого и красного, которые напоминают регистр трубы.
Вновь появляются фигуративные элементы, уже встречавшиеся в предыдущих работах Кандинского. Например, здания, шатко балансирующие на вершине горы, и лодка с гребцами справа внизу — это точные отсылки, почти цитаты из «Маленьких радостей». Пейзажные воспоминания сочетаются с атмосферными эффектами, такими как облака, дождь и радуга, которые наводят на размышления. Кажется, что мы видим изображение световой волны, в которой выделен солнечный спектр.
Живопись Кандинского основана именно на контрасте цветов, на изображении живописных конфликтов, на игре диссонансов и антитез, создающей новую гармонию. «Духовная антитеза, отличающая красный и синий, производит странную, мощную гармонию». Работа происходит в момент перехода художественной эволюции Кандинского, между очень свободным стилем «Импровизации» и более геометрическим стилем произведений 1920-х годов, в которых чувствовалось влияние супрематизма, а затем дошло до формальное исследование периода Баухауса в Дессау, Германия.